# Чемпионат России по современному пятиборью среди женщин 2010
XVIII Чемпионат России по современному пятиборью среди женщин проходил 28-29 марта 2010 года в Москве.
Москвичка Екатерина Хураськина первенствовала на чемпионате России. В командном зачёте лучшей стала команда Москвы.

## Личное первенство
1. Екатерина Хураськина (Москва) — 5440 очков.
2. Светлана Кузнецова (Самарская обл.) — 5352.
3. Евдокия Гречишникова (Москва) — 5308.
4. Полина Стручкова (Москва) — 5240.
5. Светлана Лебедева (Москва) — 5208.

## Командный зачет
1. Москва - 16244.
2. Самарская обл. - 14448.
3. Московская обл. - 13832.